# 1248

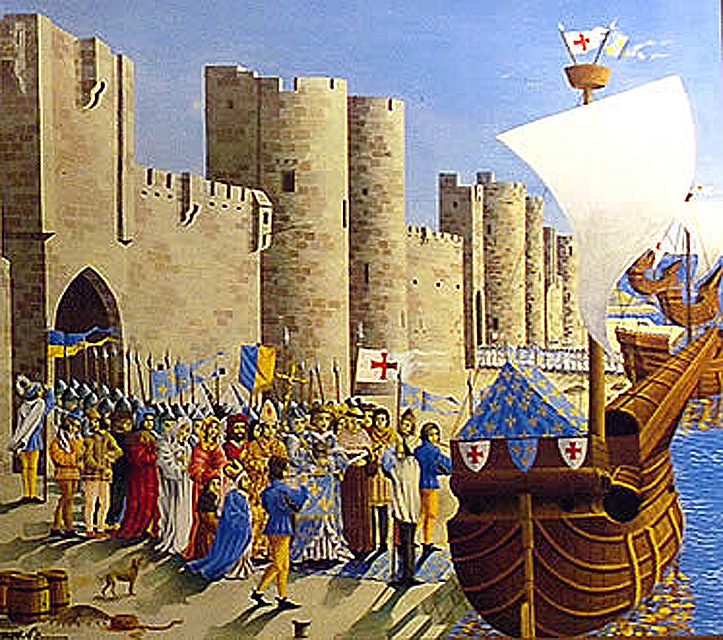
Vertrek van Lodewijk IX en de kruisvaarders

Het jaar 1248 is het 48e jaar in de 13e eeuw volgens de christelijke jaartelling.

## Gebeurtenissen
januari
- 12 - Hertog Hendrik II van Brabant verleent op zijn sterfbed aan zijn onderdanen het eerste algemeen landsprivilegie voor Brabant, waarbij hij onder meer rechtszekerheid belooft, en dat bedoeld is om de opvolging door zijn nog jonge zoon Hendrik III in de ogen van zijn onderdanen te vergemakkelijken.

april
- 26 - Inwijding in Parijs van de Sainte-Chapelle, de nieuwe hofkapel van koning Lodewijk IX, om er zijn verzameling Passierelieken onder te brengen.

augustus
- 15 - De eeuwen durende bouw van de Dom van Keulen begint.

november
- 1 - Willem II van Holland wordt in Aken tot (mede)koning van Duitsland gekroond.
- 3 - De Friese Vrijheid wordt erkend door de koning Willem van Holland, na de hulp die de Friezen hebben gegeven bij het beleg van de stad Aken.
- 20 - Nederland wordt getroffen door een stormvloed, zie stormvloeden van 1248.
- nacht 24 op 25 - Bij een bergstorting van de noordwand van Mont Granier komen naar schatting 5000 mensen om.

december
- 28 - Nederland wordt opnieuw getroffen door een stormvloed.

zonder datum
- Begin van de Zevende Kruistocht: Een kruisvaardersleger onder Lodewijk IX vertrekt richting Egypte om het in 1244 opnieuw verloren Jeruzalem terug te winnen.
- Ferdinand III van Castilië verovert Sevilla (stad) op de Moren.
- Johannes III Doukas Vatatzes van Nicea verslaat de Bulgaren en verovert Thracië. Het Latijnse Keizerrijk is nu omsingeld door Nicea.
- Het hertogdom Meranië houdt na de dood van hertog Otto II op te bestaan.
- Het hertogdom Silezië wordt gesplitst. Bolesław II behoudt Liegnitz, zijn broer Hendrik III krijgt Breslau.
- stadsrechten: Ommen, Sternberg, Tallinn
- Lodewijk IX zendt André de Longjumeau uit vanuit Cyprus met een missie naar de Mongolen.
- De Universiteit van Piacenza wordt gesticht.
- Willem II van Holland begint de bouw van een nieuw kasteel in Den Haag, de huidige Ridderzaal.
- Stichting: Klooster 's-Gravendaal
- De stadsrechten van Zierikzee worden bevestigd en uitgebreid.
- oudst bekende vermelding: Ingen, Reeuwijk

## Opvolging
- vrijgraafschap Bourgondië - Otto III opgevolgd door zijn zuster Adelheid en dier echtgenoot Hugo III van Chalon
- Brabant - Hendrik II opgevolgd door zijn zoon Hendrik III
- Mazovië - Bolesław I opgevolgd door zijn broer Ziemovit I
- Mongoolse Rijk - Güyük Khan opgevolgd door zijn echtgenote Oghul Ghaymish als regent
- Oostenrijk en Stiermarken - Herman VI van Baden in opvolging van Wladislaus III van Moravië

## Afbeeldingen

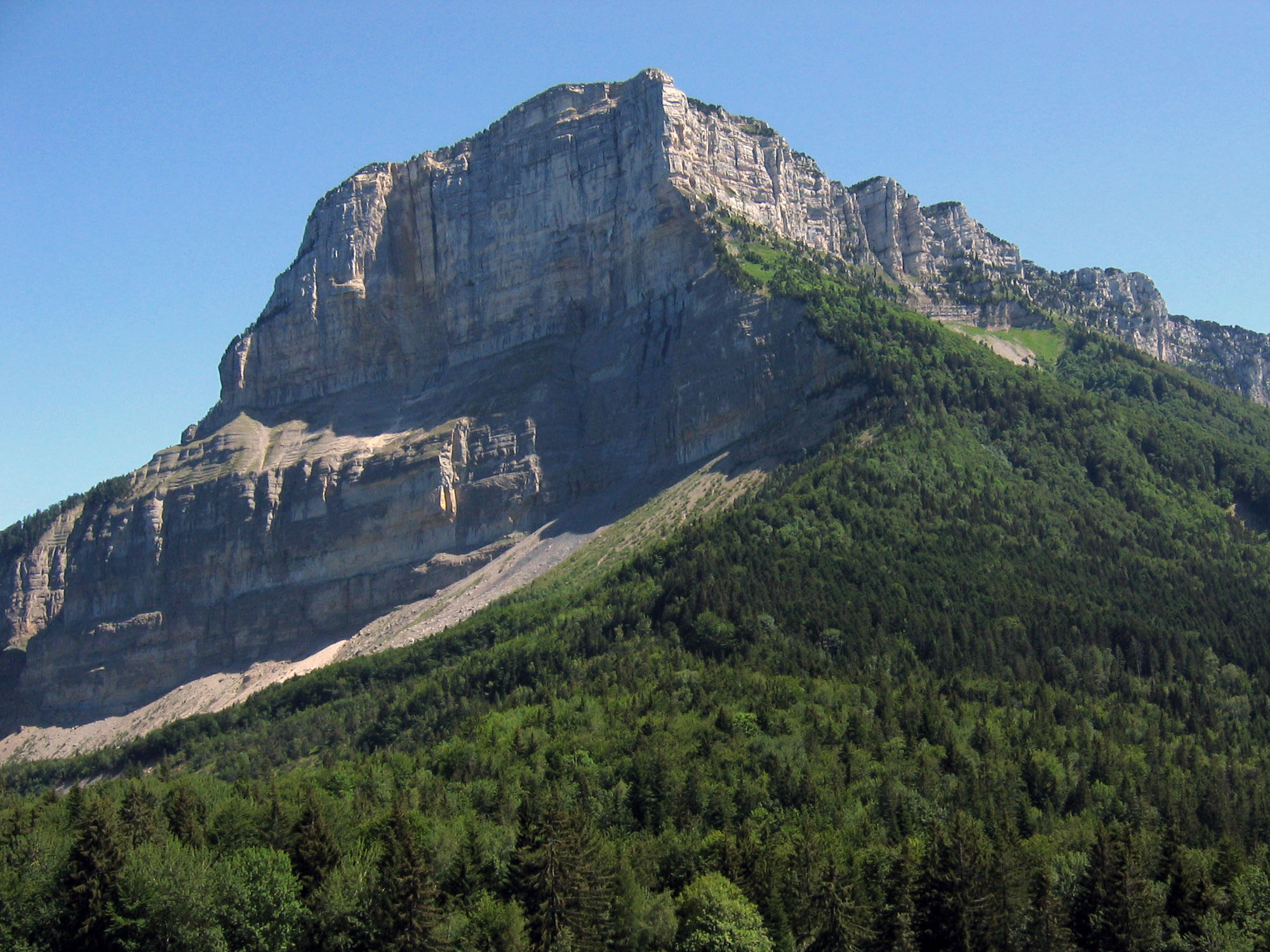
De noordwand van Mont Granier na de bergstorting van 1248
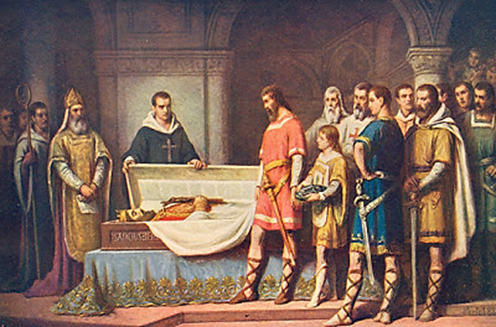
Sancho II van Portugal in zijn doodskist
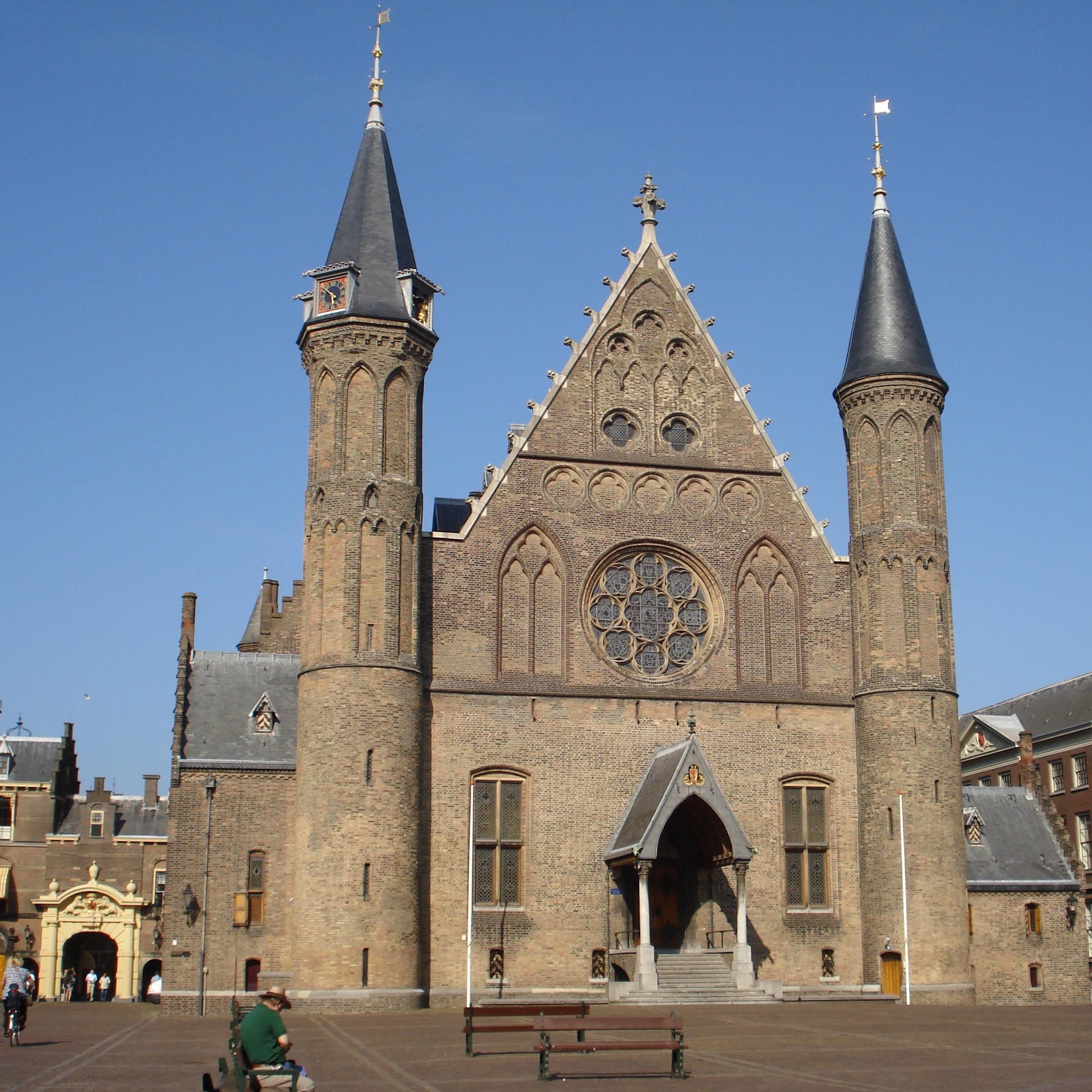
Ridderzaal, Den Haag
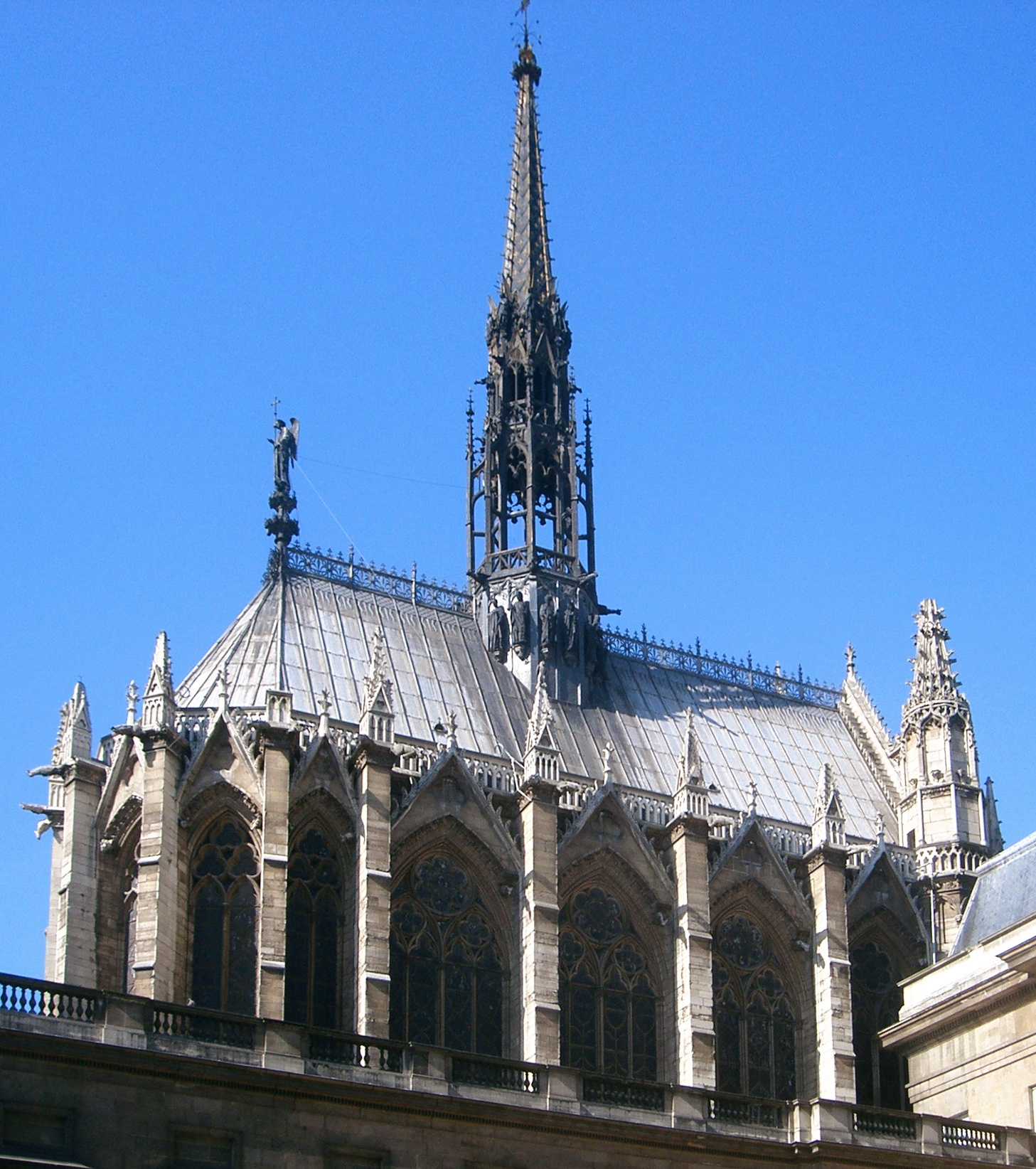
Sainte-Chapelle, Parijs, gebouwd 1243-1248

## Geboren
- Robert II, hertog van Bourgondië (1272-1306)
- Blanca van Artesië, echtgenote van Hendrik I van Navarra (jaartal bij benadering)
- Hendrik V, hertog van Silezië (jaartal bij benadering)

## Overleden
- 1 februari - Hendrik II, hertog van Brabant (1235-1248)
- 25 februari - Bolesław I, hertog van Mazovië (1247-1248)
- 19 juni - Otto II, hertog van Meranië en graaf van Bourgondië
- 13 september - Cunigonde van Hohenstaufen, echtgenote van Wenceslaus I van Bohemen
- Sancho II (~38), koning van Portugal (1222-1247)
- Güyük Khan (~42), kan der Mongolen (1246-1248)